# العلاقات الأوكرانية المالطية
العلاقات الأوكرانية المالطية هي العلاقات الثنائية التي تجمع بين أوكرانيا ومالطا.

## مقارنة بين البلدين
هذه مقارنة عامة ومرجعية للدولتين:
| وجه المقارنة                                              | أوكرانيا                                   | مالطا                                                     |
| --------------------------------------------------------- | ------------------------------------------ | --------------------------------------------------------- |
| المساحة (كم2)                                             | 603.63 ألف                                 | 316                                                       |
| عدد السكان (نسمة)                                         | 45.55 مليون                                | 465.29 ألف                                                |
| الكثافة السكانية (ن./كم²)                                 | 75.46                                      | 147.24 ألف                                                |
| العاصمة                                                   | كييف                                       | فاليتا                                                    |
| اللغة الرسمية                                             | اللغة الأوكرانية                           | اللغة المالطية، لغة إنجليزية                              |
| العملة                                                    | هريفنا أوكرانية، كاربوفانيتس، روبل سوفييتي | يورو، ليرة مالطية                                         |
| الناتج المحلي الإجمالي (بليون دولار)                      | 112.15 مليار                               | 12.54 مليار                                               |
| الناتج المحلي الإجمالي (تعادل القوة الشرائية) بليون دولار | 352.98 مليار                               | 14.68 مليار                                               |
| الناتج المحلي الإجمالي الاسمي للفرد دولار أمريكي          | 2.11 ألف                                   | 22.60 ألف                                                 |
| الناتج المحلي الإجمالي للفرد دولار أمريكي                 | 8.66 ألف                                   |                                                           |
| مؤشر التنمية البشرية                                      | 0.747                                      | 0.839                                                     |
| رمز المكالمات الدولي                                      | +380                                       | +356                                                      |
| رمز الإنترنت                                              | .ua، .укр ‏                                 | .mt                                                       |
| المنطقة الزمنية                                           | ت ع م+02:00، ت ع م+03:00، توقيت شرق أوروبا | توقيت وسط أوروبا، ت ع م+01:00، ت ع م+02:00، أوروبا/مالطا ‏ |

## منظمات دولية مشتركة
يشترك البلدان في عضوية مجموعة من المنظمات الدولية، منها:
| علم المنظمة | اسم المنظمة                               | تاريخ انضمام أوكرانيا | تاريخ انضمام مالطا |
| ----------- | ----------------------------------------- | --------------------- | ------------------ |
|             | وكالة ضمان الاستثمار متعدد الأطراف        | 19 يوليو 1994         | 12 سبتمبر 1990     |
|             | الأمم المتحدة                             | 24 أكتوبر 1945        | 1 ديسمبر 1964      |
|             | الفريق المعني برصد الأرض                  | ?                     | ?                  |
|             | منظمة حظر الأسلحة الكيميائية              | ?                     | ?                  |
|             | منظمة التجارة العالمية                    | 16 مايو 2008          | ?                  |
|             | منظمة الشرطة الجنائية الدولية             | ?                     | ?                  |
|             | منظمة الأمن والتعاون في أوروبا            | 30 يناير 1992         | 25 يونيو 1973      |
|             | يونسكو                                    | 12 مايو 1954          | 10 فبراير 1965     |
|             | مجلس أوروبا                               | 9 نوفمبر 1995         | ?                  |
|             | الاتحاد البريدي العالمي                   | ?                     | ?                  |
|             | البنك الدولي للإنشاء والتعمير             | 3 سبتمبر 1992         | 26 سبتمبر 1983     |
|             | المنظمة الهيدروغرافية الدولية             | ?                     | ?                  |
|             | الاتحاد الدولي للاتصالات                  | 7 مايو 1947           | 1965               |
|             | مؤسسة التمويل الدولية                     | 18 أكتوبر 1993        | 1 يونيو 2005       |
|             | المنظمة الأوروبية لسلامة الملاحة الجوية   | 2004                  | 1989               |
|             | المركز الدولي لتسوية المنازعات الاستشارية | 7 يوليو 2000          | 3 ديسمبر 2003      |
|             | مجموعة أستراليا                           | 2005                  | 2004               |
|             | مجموعة الموردين النوويين                  | ?                     | ?                  |

## وصلات خارجية
- موقع وزارة الخارجية الأوكرانية
- موقع وزارة الخارجية المالطية